# Deltoclita rubra
Deltoclita rubra är en spindelart som beskrevs av Cândido Firmino de Mello-Leitão 1943. 
Deltoclita rubra ingår i släktet Deltoclita och familjen krabbspindlar. Inga underarter finns listade i Catalogue of Life.